# Letterkunst
Letterkunst is een in 1993 verschenen bundeling columns van Battus (pseudoniem van Hugo Brandt Corstius).

## Inhoud
De bundeling telt zeven afdelingen, die elk weer uit zeven columns bestaan. De eerste afdeling gaat in op zeven romans, De ontdekking van de hemel van Harry Mulisch, Nooit meer slapen van Willem Frederik Hermans, Bezorgde ouders van Gerard Reve, Red ons, Maria Montanelli van Herman Koch, De Alibicentrale van Henk Hofland, Bouwval en Mystiek lichaam van Frans Kellendonk. Afdeling twee gaat over zeven schrijvers: Karel van het Reve, Jan Wolkers, Menno ter Braak, Belcampo, Au pair van Willem Frederik Hermans, en de historici Jacques Presser en Loe de Jong. Afdeling drie telt zeven stukken over vertalen (Vladimir Nabokov en Homerus). De vierde afdeling gaat over Multatuli, de vijfde over Opperlandse taal, de zesde over de twaalfde druk van de dikke Van Dale en de laatste over redeneerfouten en Oprah Winfrey.

## Receptie
Recensent Maaike Sips meent dat Battus aan het eind van de bundel alles relativeert, 'echter wel onder voorbehoud'.